# Chatuna Narimanidze
Chatuna Putkaradze-Narimanidze (gruz. ხათუნა ფუთქარაძე-ნარიმანიძე; ur. 2 lutego 1974 w Tbilisi) – gruzińska łuczniczka, czterokrotna uczestniczka letnich igrzysk olimpijskich (2000, 2004, 2008, 2016), wicemistrzyni Europy (2016), dwukrotna halowa wicemistrzyni Europy (2015), wicemistrzyni igrzysk europejskich (2015), brązowa medalistka halowych mistrzostw świata (2016), wicemistrzyni akademickich mistrzostw świata (2000). Od 2014 roku prezydent Narodowego Związku Łuczniczego Gruzji.

## Życiorys

### Kariera sportowa
W sierpniu 1995 roku po raz pierwszy w karierze wzięła udział w mistrzostwach świata. W mistrzostwach w Dżakarcie zajęła 56. miejsce indywidualnie i 17. drużynowo. Po raz kolejny w zawodach tej rangi wystąpiła cztery lata później, na mistrzostwach w Riom. Uplasowała się wówczas na 20. miejscu indywidualnie i na 11. drużynowo.
W lipcu 2000 roku zdobyła srebrny medal akademickich mistrzostw świata w Madrycie w zawodach indywidualnych. W sierpniu tego roku zadebiutowała w letnich igrzyskach olimpijskich występem na igrzyskach w Sydney. W rywalizacji indywidualnej zajęła 34. miejsce po przegranej 158:166 w pierwszej rundzie z Kate Fairweather, a w drużynowej gruziński zespół był 12. po przegranej z Niemkami 216:231.
W lipcu 2003 roku wystartowała w mistrzostwach świata w Nowym Jorku, zajmując 12. miejsce indywidualnie i 17. drużynowo. W sierpniu 2004 roku wystartowała na igrzyskach olimpijskich w Atenach i uplasowała się na 51. miejscu w zawodach indywidualnych. W pierwszej rundzie rywalizacji przegrała 132:148 z Almudeną Gallardo.
W czerwcu 2005 roku zajęła 22. miejsce indywidualnie i 14. drużynowo podczas mistrzostw świata w Madrycie. We wrześniu 2006 roku w Atenach została sklasyfikowana na 14. pozycji w łuczniczych mistrzostwach Europy. W marcu 2007 roku była 18. indywidualnie i 11. drużynowo na halowych mistrzostwach świata w Izmirze. W lipcu tego roku zajęła 5. miejsce indywidualnie i 12. drużynowo podczas mistrzostw świata w Lipsku.
W kwietniu 2008 roku po raz pierwszy w karierze stanęła na podium zawodów Pucharu Świata. W Santo Domingo uplasowała się na trzecim miejscu w rywalizacji drużynowej po przegranej 208:210 w półfinale z Włoszkami, a indywidualnie była jedenasta. Na igrzyskach olimpijskich w Pekinie w sierpniu tego roku zajęła najwyższe w karierze w zawodach tej rangi, dziewiąte miejsce w konkurencji indywidualnej. W pierwszych dwóch rundach pokonała Leidys Brito (111:98) i Dorji Demę (107:97). W trzeciej przegrała z Marianą Avitią (108:109). 
We wrześniu 2009 roku była 7. drużynowo i 34. indywidualnie na mistrzostwach świata w Ulsanie. W zawodach tej rangi w 2011 roku w Turynie była ósma indywidualnie i dziewiąta drużynowo. W lutym 2012 roku dwukrotnie zajęła siódme miejsce (indywidualnie i drużynowo) podczas halowych mistrzostw świata w Las Vegas.
W maju 2012 roku wystąpiła na mistrzostwach Europy w Amsterdamie, będących jednocześnie kwalifikacjami do igrzysk olimpijskich w Londynie. Uplasowała się na dziewiątym miejscu indywidualnie i piątym drużynowo.
W październiku 2013 roku zajęła 33. miejsce indywidualnie i 9. drużynowo podczas mistrzostw świata w Antalyi. W marcu 2014 roku była 9. w halowych mistrzostwach świata w Nîmes. W lipcu tego roku uplasowała się na 17. miejscu w mistrzostwach Europy w Eczmiadzynie, będących jednocześnie kwalifikacjami do igrzysk europejskich w Baku.
W lutym 2015 roku została dwukrotną halową wicemistrzynią Europy (indywidualnie i drużynowo) podczas mistrzostw w Koprze. W marcu tego roku wywalczyła kwalifikację na igrzyska europejskie – indywidualnie, drużynowo i w mikście. Na samych igrzyskach, rozegranych w czerwcu, zdobyła srebrny medal w mikście (wspólnie z Laszą Pchakadze), drużynowo była piąta, a indywidualnie dziewiąta.
W sierpniu 2015 roku zajęła czwarte miejsce w mikście, piąte drużynowo i szóste indywidualnie podczas mistrzostw świata w Kopenhadze. Dwa tygodnie po tym występie zajęła drugie miejsce w drużynowych zawodach Pucharu Świata we Wrocławiu. 
W styczniu 2016 roku wybrano ją najlepszym gruzińskim sportowcem 2015 roku.
W marcu 2016 roku zdobyła brązowy medal halowych mistrzostw świata w Ankarze w zawodach drużynowych. Indywidualnie była 17. W maju tego roku została wicemistrzynią Europy, zdobywając srebrny medal w drużynie na mistrzostwach w Nottingham. Indywidualnie uplasowała się na 17. miejscu.
W sierpniu 2016 roku po raz czwarty w karierze wystąpiła na igrzyskach olimpijskich, startując w Rio de Janeiro. W zawodach indywidualnych zajęła 33. miejsce po przegranej z Lidiją Siczenikową, a w drużynowych gruzińska ekipa była 9. po przegranej z Meksykankami.
W październiku 2017 roku wzięła udział w mistrzostwach świata w Meksyku i zajęła w nich 8. miejsce drużynowo i 9. indywidualnie.

### Kariera w związku łuczniczym
W lipcu 2014 roku w gruzińskim Ministerstwie Sportu i Spraw Młodzieży została wybrana prezydentem Narodowego Związku Łuczniczego Gruzji na dwuletnią kadencję. We wrześniu 2016 roku zwyciężyła w wyborach na to stanowisko po raz drugi.